# Park Jae-woo (Fußballspieler)
Park Jae-woo (kor. 박재우; * 6. März 1998) ist ein südkoreanischer Fußballspieler.

## Karriere
Park Jae-woo erlernte das Fußballspielen in der Schulmannschaft der Bongnae Elementary School, in der Jugendmannschaft der Pohang Steelers sowie in der Universitätsmannschaft der Sungkyunkwan University. Seinen ersten Profivertrag unterschrieb er 2019 bei seinem Jugendverein, den Pohang Steelers. Der Verein aus Pohang, spielte in der ersten Liga, der K League 1. 2021 stand er mit den Steelers im Endspiel der AFC Champions League. Hier unterlag man dem saudi-arabischen Vertreter al-Hilal mit 2:0. Für die Steelers absolvierte er zwölf Erstligaspiele. Mitte Februar 2022 wechselte er nach Gimpo zum Zweitligaaufsteiger Gimpo FC.

## Erfolge
Pohang Steelers
- AFC Champions League: 2021 (Finalist)